# 마르가레테 폰 외스터라이히 여대공 (1584년)
오스트리아의 마르가리타(Margarita de Austria-Estiria, 1584년 12월 25일 ~ 1611년 10월 3일)는 스페인 국왕 펠리페 3세의 왕비이다. 오스트리아 대공 카를 2세와 바이에른의 마리아 안나의 딸이다. 폴란드 왕비 안나, 트란실바니아 공작 부인 마리어 크리스티너, 신성 로마 제국의 황제 페르디난트 2세의 동생이며 폴란드 왕비 콘스탄치아, 토스카나 대공비 마리아 마달레나의 언니이다.
1599년 4월 18일 펠리페 3세와 결혼했다. 부부 사이는 원만했고, 펠리페 3세는 마르가리타가 죽은 뒤 평생 재혼하지 않았다.
가톨릭을 믿고 있었던 일본의 무사 고니시 유키나가에게 예수와 성모 마리아가 그려진 이콘을 선물하기도 했다.

## 자녀
- 안 도트리슈(1601~1666) 프랑스 왕비(루이 13세와 결혼)
- 마리아(1603년)
- 펠리페 4세(1605~1665)
- 마리아 안나(1606~1646) 신성 로마 제국의 황후(페르디난트 3세와 결혼)
- 카를로스(1607~1632)
- 페르난도 데 아우스트리아(1609~1641) 추기경
- 마르가리타(1610년)
- 알폰소(1611년)